# Bataille de Tall Afar (2005)
Pour les articles homonymes, voir Bataille de Tall Afar.
Guerre d'Irak
La bataille de Tall Afar a lieu lors de la guerre d'Irak. Les forces gouvernementales irakiennes, appuyées par l'armée américaine, mènent un siège contre la ville, proche de la frontière avec la Syrie et considérée comme un bastion de la guérilla irakienne. Cette ville et ses environs avaient en effet servi de refuge aux insurgés après la bataille de Falloujah.

## Préparatifs

Chars M1 Abrams du 3e régiment de cavalerie patrouillant dans les rues de Tall Afar le 3 février 2005.

La ville est investie à partir du 26 août. L'armée américaine donne l'ordre aux habitants d'évacuer la ville le 4 septembre, avec un délai de 72 heures. Pour les y inciter, elle coupe l'eau et l'électricité.
Un camp de 300 tentes est installé à Nakhwa, à 20 kilomètres de la ville. Selon les sources,, entre 15 000 et 300 000 personnes dans le désert avec moins d'un litre d'eau par personne et par jour.

## Siège

### Effectifs

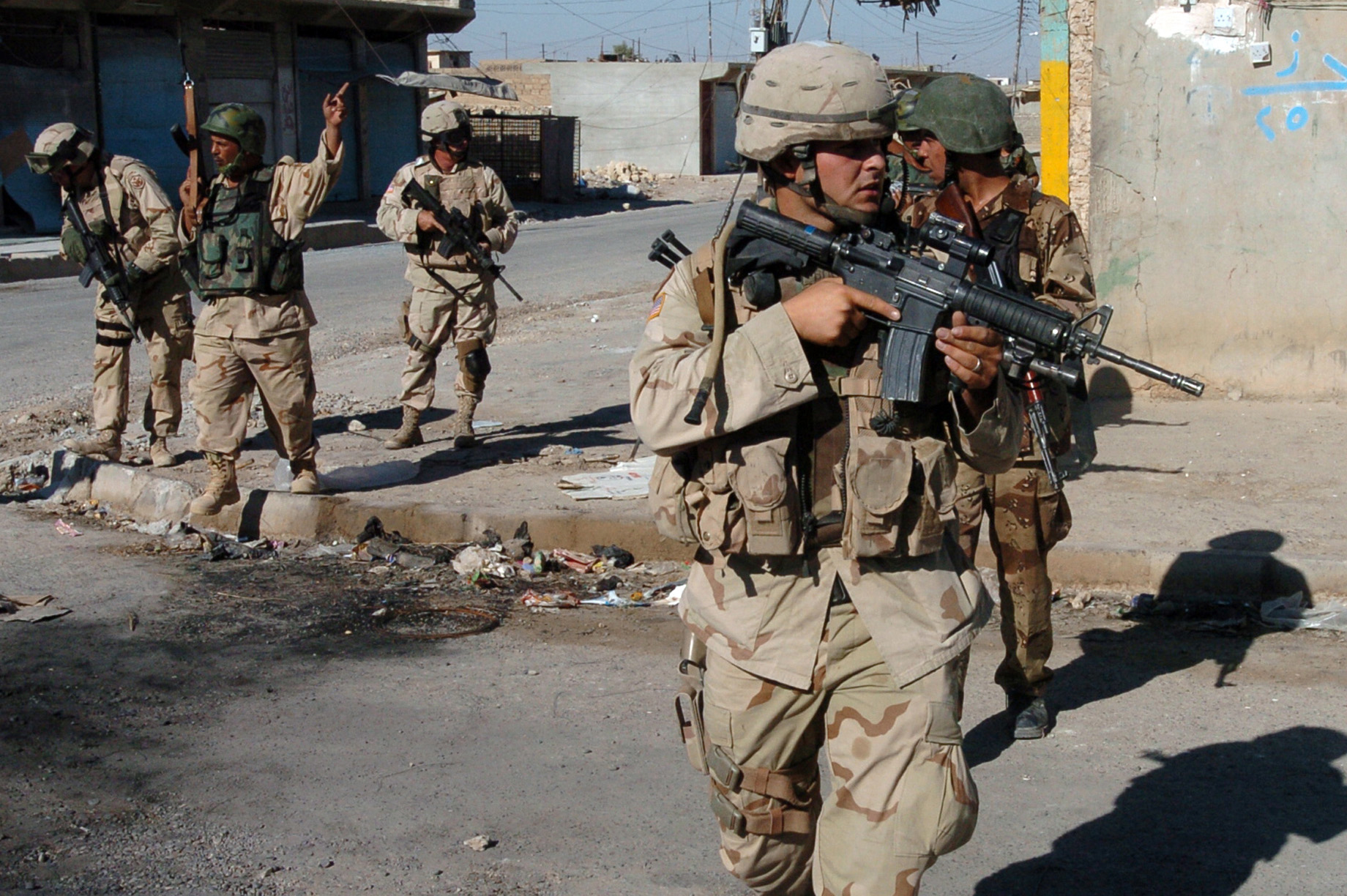
Militaires irakiens et irakiens à Tall Afar, 11 septembre 2005.

L’opération est officiellement ordonnée par le premier ministre Ibrahim al-Jaafari et dirigée par l’armée irakienne. Celle-ci envoie 6 000 soldats, officiellement soutenus par 4 000 fantassins américains. Cependant, l’US Army assure toute la logistique (ravitaillement, soutien médical) et le soutien aérien : plusieurs dizaines d'hélicoptères et d'avions de combat.

### Combats

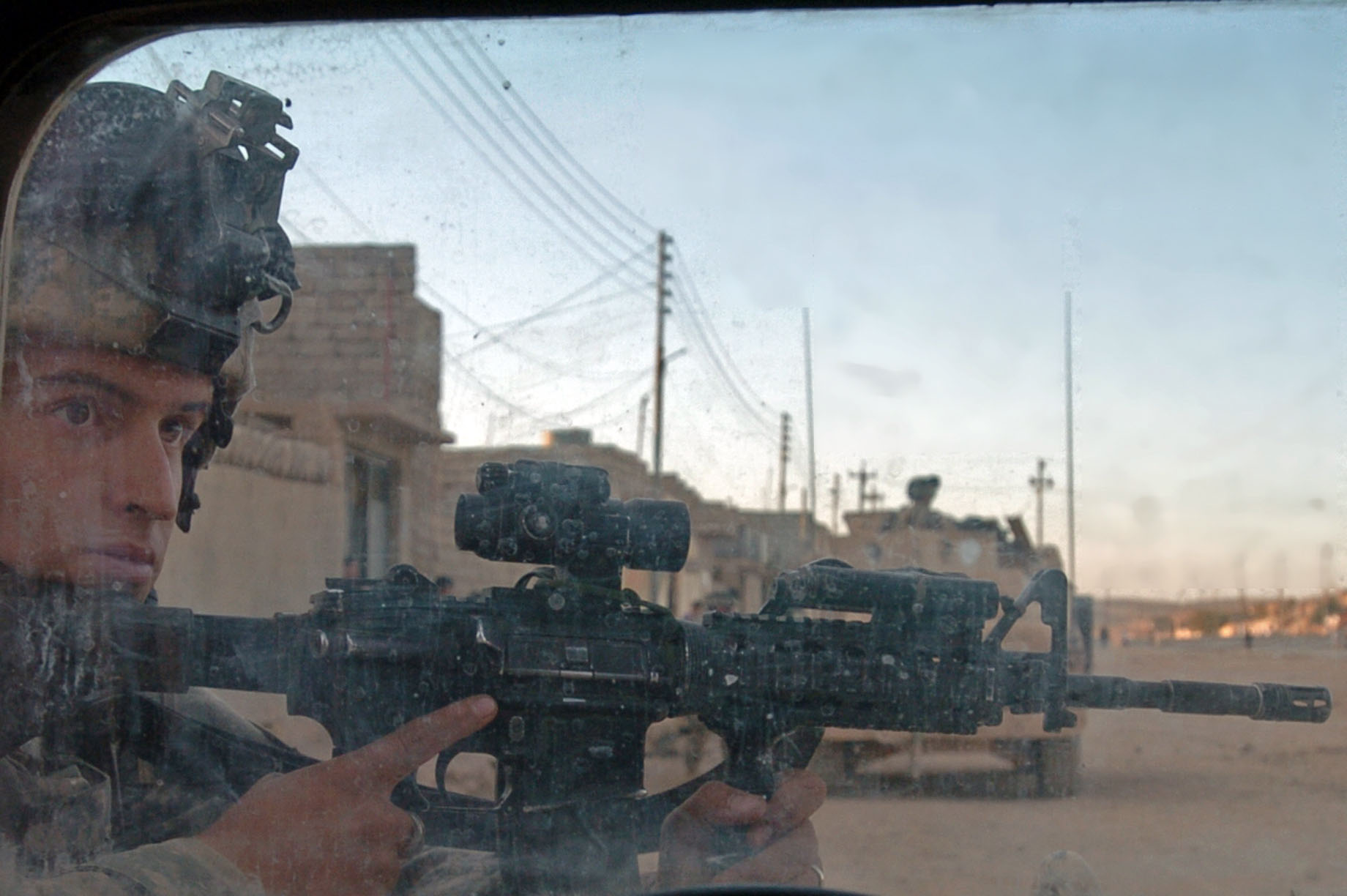
Soldat de la 82e division aéroportée américaine lors d'une patrouille à Tall Afar le 1er novembre 2005.

L’offensive est lancée dans la nuit du vendredi 9 au samedi 10 septembre 2005, à 2 heures du matin.
Selon le gouvernement irakien, cette bataille a permis de tuer 150 rebelles et d'arrêter plus de 450 combattants et suspects. Al-Qaïda a appelé à la vengeance, son chef en Irak Abou Moussab Zarqaoui, a de suite annoncé une « guerre totale » contre les chiites, exhortant les sunnites à sortir de leur sommeil pour démarrer une « guerre d'extermination ».
Plusieurs sources font état de l'usage de napalm par les troupes irako-américaines. Les États-Unis ont également acheminé des combattants de milices chi'ites et kurdes pour le nettoyage final, contribuant à renforcer le caractère de guerre civile des opérations. Enfin, des cas de tortures ont été mentionnés.
Les pertes civiles ne sont pas déterminées.

## Bilan et suites
Le gouvernement irakien reprend le contrôle de la ville, et fait plus de 600 prisonniers. Parmi ceux-ci, quelques dizaines de combattants étrangers.
Dès le mercredi 14 septembre 2005, une série de onze attentats, à forte connotation anti-chiite, sème la terreur à Bagdad, faisant 150 morts et 230 blessés. L'attaque la plus sanglante (80 morts et 162 blessés) touche le quartier chiite de Kazimiyah, lorsqu'un terroriste se fait exploser avec sa voiture au milieu d'un attroupement de chômeurs qu'il attire autour de lui en leur proposant du travail. Un autre attentat vise un convoi militaire américain, faisant 2 blessés.
Le jour même, dès l'aube, un groupe d'hommes armés et habillés en soldats arrête dix-sept personnes de la tribu chiite Bani Tamim, les regroupe sur la place publique et les exécute par balle. Cette vengeance d'Al-Qaïda intervient le jour même où la copie modifiée du projet de constitution irakienne est remise à la mission de l'ONU à Bagdad.
Enfin, le 28 septembre, le premier attentat suicide perpétré par une femme en Irak se déroule à Tall Afar.